# Los Ángeles, Villagrán
Los Ángeles är en ort i Mexiko.   Den ligger i kommunen Villagrán och delstaten Guanajuato, i den centrala delen av landet, 230 km nordväst om huvudstaden Mexico City. Los Ángeles ligger 1 746 meter över havet och antalet invånare är 1 780.
Terrängen runt Los Ángeles är en högslätt. Runt Los Ángeles är det tätbefolkat, med 881 invånare per kvadratkilometer. Närmaste större samhälle är Celaya, 13,5 km öster om Los Ángeles. Trakten runt Los Ángeles består till största delen av jordbruksmark.